# Tacuara Jawa
Tacuara Casares Jawa (Benitachell, Alicante, 1988) es una actriz española graduada en la Escuela de Interpretación de Cristina Rota.

## Carrera
Ha participado en series de TV como El internado, Con el culo al aire, Cuéntame un cuento o TV movies como Hoy quiero confesar, dirigida por Antonio Hernández. Sobre las tablas, en el teatro, ha formado parte del elenco de  El gran teatro del mundo de Calderón de la Barca, dirigida por Carlos Saura o La Katarsis del Tomatazo dirigida por Cristina Rota. En el cine se puede ver su trabajo en Ramírez o en Ignacio rodada en inglés
.

## Cine
- Ignacio Dir. Paolo Dy
- Ramírez (película)Filmaffinity Dir.Albert Arizza IMDb
- Las cinco crisis del apocalipsis. Dir. Manu Ochoa

## Televisión
| Series de Televisión | Series de Televisión                     | Series de Televisión | Series de Televisión | Series de Televisión |
| Año                  | Título                                   | Papel                | Cadena               | Notas                |
| -------------------- | ---------------------------------------- | -------------------- | -------------------- | -------------------- |
| 2007                 | El internado                             | Cristina Palacios    | Antena 3             | 3 Episodios          |
| 2011                 | Hoy quiero confesar                      | Isabel Pantoja       | Antena 3             | 2 Episodios          |
| 2013                 | Con el culo al aire                      | Elena                | Antena 3             | 1 Episodio           |
| 2014                 | Cuéntame un cuento: La bella y la bestia | Rebeca               | Antena 3             | 1 Episodio           |
| 2016                 | Centro médico                            | ¿?                   | La 1                 | 1 Episodios          |
| 2016-2017            | Seis hermanas                            | Andrea               | La 1                 | ¿? Episodios         |
| 2017-2018            | Servir y proteger                        | Nadia                | La 1                 | 16 capítulos         |

## Teatro
- El gran teatro del mundo Dir.Carlos Saura Teatro Español
- Una cuestión de altura. Dir. Rubén Cano.
- Diario de un loco de Nikolái Gógol. Dir.Luis Luque Cabrera (como Ayudante de Dirección).
- Katarsis del tomatazo Dir.Cristina Rota

## Formación
- Graduada Escuela de Interpretación Cristina Rota
- Derecho. Universidad Complutense de Madrid
- Interpretación London Academy of Music and Dramatic Art
- Danza contemporánea.
- Danza Jazz.
- Flamenco.